# Olof Ericsson
För andra betydelser, se Olof Eriksson.
Olof Ericsson,  född 1778, död september 1818 på Känsö, var en svensk bergsman.
Olof Ericsson var ett av sju barn till bruksägaren i Nordmark Nils Ericsson (1747–90) och Anna Maria Petrén (1745–83).
Han var i slutet av 1790-talet bokhållare vid Långbanshyttans bruk. Han efterträdde sin svärfar Johan Yngström (1739–1801) som disponent och gruvfogde 1799 och bosatte sig vid Hyttsjön. Efter det att driften snart därefter minskat på grund av malmbrist blev han skuldsatt och tog avsked som gruvfogde 1803, flyttade till Kytthagen nära Långban och blev  bergsprängare och förman för ett gruvbrytarlag. Han blev senare inspektör för Gustafsgruvorna i Färnebo socken, men 1809 blev han åter arbetslös. Han fick dock anställning som bergsprängare vid byggandet av Göta kanal och bodde med familjen i Forsvik 1810–13. Han arbetade därefter vid Edets sågverk i Karlsborgs kommun, i Hajstorp, samt från 1817 som byggmästare för Jacob Forsell vid anläggandet av Karantänsstationen på Känsö, där han avled 1818.
Olof Ericsson gifte sig 1799 med gruvfogdedottern Sophia Yngström (1778–1853). Paret fick 1802 sonen Nils och 1803 sonen Johan.